# 제63회 프라임타임 에미상
제63회 프라임타임 에미상은 2011년 9월 18일에 열린 시상식이다.

## 수상 및 후보

### TV 드라마-남우주연상
- 프라이데이 나잇 라이츠 - 카일 챈들러 수상
- 보드워크 엠파이어 - 스티브 부세미
- 덱스터 - 마이클 C. 홀
- 매드 맨 - 존 햄
- 하우스 M.D. - 휴 로리
- 저스티파이드 - 티모시 올리펀트

### TV 드라마-여우주연상
- 굿 와이프 3 - 줄리아나 마굴리스 수상
- 매드 맨 - 엘리자베스 모스
- 프라이데이 나잇 라이츠 - 코니 브리튼
- 법과 질서 - 성범죄 수사대 - 마리스카 하지테이
- 더 킬링 - 미레유 에노스
- 해리스 로우 - 케시 베이츠

### TV 코미디-남우주연상
- 빅 뱅 이론 5 - 짐 파슨스 수상
- 에피소드 - 맷 르블랑
- 오피스 - 스티브 카렐
- 빅 뱅 이론 5 - 자니 갈렉키
- 루이 - 루이스 C.K.
- 30 락 - 알렉 볼드윈

### TV 코미디-여우주연상
- 마이크 앤 몰리 - 멜리사 맥카시 수상
- 빅 C - 로라 리니
- 간호사 재키 - 에디 팔코
- 팍스 앤 레크리에이션 - 에이미 포엘러
- 레이싱 홉 - 마샤 플림튼
- 30 락 - 티나 페이

### TV 미니시리즈,영화-남우주연상
- 케네디스 - 배리 페퍼 수상
- 케네디스 - 그렉 키니어
- 카를로스 - 에드가 라미레즈
- 투 빅 투 페일 - 윌리암 허트
- 루더 - 이드리스 엘바
- 서굿 - 로렌스 피시번

### TV 미니시리즈,영화-여우주연상
- 밀드레드 피어스 - 케이트 윈슬렛 수상
- 다운튼 애비 - 엘리자베스 맥거번
- 시네마 베리테 - 다이안 레인
- 테이큰 프럼 미: 더 티파니 루빈 스토리 - 타라지 P. 헨슨
- 업스테어즈 다운스테어 - 진 마쉬

### TV 드라마-남우조연상
- 왕좌의 게임 - 피터 딘클리지 수상
- 매드 맨 - 존 슬래터리
- 멘 오브 어 서튼 에이지 - 안드레 브라우퍼
- 저스티파이드 - 월튼 고긴스
- 더 굿 와이프 - 조쉬 찰
- 더 굿 와이프 - 알란 커밍

### TV 드라마-여우조연상
- 저스티파이드 - 마고 마틴데일 수상
- 보드워크 엠파이어 - 켈리 맥도날드
- 매드 맨 - 크리스티나 헨드릭스
- 더 킬링 - 미쉘 포브스
- 굿 와이프 3 - 아치 판자비
- 저스티파이드 - 마고 마틴데일
- 굿 와이프 3 - 크리스틴 바란스키

### TV 코미디-남우조연상
- 모던 패밀리 - 타이 버렐 수상
- 투 앤 어 하프 멘 - 존 크라이어
- 글리 - 크리스 콜퍼
- 모던 패밀리 - 제시 테일러 퍼거슨
- 모던 패밀리 - 에드 오닐
- 모던 패밀리 - 에릭 스톤스트릿

### TV 코미디-여우조연상
- 모던 패밀리 - 줄리 보웬 수상
- 글리 - 제인 린치
- 핫 인 클리브랜드 - 베티 화이트
- 새터데이 나이트 라이브 인 더 2000s: 타임 앤 어게인 - 크리스틴 위그
- 30 락 - 제인 크라코스키
- 모던 패밀리 - 소피아 베르가라

### TV 미니시리즈,영화-남우조연상
- 밀드레드 피어스 - 가이 피어스 수상
- 밀드레드 피어스 - 브라이언 F. 오바이런
- 케네디스 - 톰 윌킨슨
- 투 빅 투 페일 - 폴 지아마티
- 투 빅 투 페일 - 제임스 우즈

### TV 미니시리즈,영화-여우조연상
- 다운튼 애비 - 매기 스미스 수상
- 밀드레드 피어스 - 에반 레이첼 우드
- 밀드레드 피어스 - 멜리사 레오
- 밀드레드 피어스 - 메어 위닝햄
- 업스테어즈 다운스테어 - 에일린 앗킨스

### TV 드라마-최우수작품상
- 매드 맨 - 팀 헌터 외 1명 수상
- 보드워크 엠파이어 - 티모시 밴 패튼 외 1명
- 굿 와이프 3 - 로드 홀콤 외 3명
- 프라이데이 나잇 라이츠 - 제프리 라이너 외 5명
- 덱스터 - 키이스 고든
- 왕좌의 게임 - 브라이언 커크 외 3명

### TV 코미디-최우수작품상
- 모던 패밀리 - 제이슨 와이너 수상
- 글리 - 라이언 머피 외 7명
- 팍스 앤 레크리에이션 - 그렉 다니엘스 외 7명
- 오피스 - 그렉 다니엘스 외 24명
- 30 락 - 제프 리치몬드 외 11명
- 빅 뱅 이론 5 - 마크 센드로스키

### TV 영화-최우수작품상
- 다운튼 애비 - 브라이언 켈리 수상
- 밀드레드 피어스 - 토드 헤인즈
- 케네디스 - 존 카사르
- 시네마 베리테 - 샤리 스프링어 버먼 외 1명
- 투 빅 투 페일 - 커티스 핸슨
- 더 필러스 오브 더 어스 - 세르지오 미니카-게잔

### TV 버라이어티,음악,코미디-최우수작품상
- 더 데일리 쇼 위드 존 스튜어트 - 스콧 프레스턴 수상
- 더 콜버트 리포트 - 짐 호스킨슨
- 레이트 나이트 위드 지미 펄론 - 마이클 블리든
- 새터데이 나이트 라이브 인 더 2000s: 타임 앤 어게인 - 케네스 보저
- 코난 - 앨런 카턴
- 리얼 타임 위드 빌 마허 - 할 그랜트 외 1명

### TV 리얼리티 경쟁-최우수작품상
- 어메이징 레이스 - 버트램 반 먼스터 외 3명 수상
- 소 유 싱크 유 캔 댄스 - 나이젤 리스고 외 1명
- 프로젝트 런웨이 - 크레이그 스퍼코
- 아메리칸 아이돌 - 브루스 고워스 외 5명
- 스타와 춤을 - 알렉스 루드진스키
- 탑 쉐프 - 폴 스타크맨

### TV Outstanding Host for a Reality or Reality-Competition Program
- 서바이버 - 제프 프롭스트 수상
- 소 유 싱크 유 캔 댄스 - 캣 딜리
- 어메이징 레이스 - 필 케오간
- 스타와 춤을 - 톰 버거론
- 아메리칸 아이돌 - 라이언 시크레스트